# Brtnická vrchovina
Die Brtnická vrchovina (deutsch Pirnitzer Hügelland) im tschechischen Okres Jihlava (Bezirk Iglau) ist eine geomorphologische Substruktur des Křižanovská vrchovina (Krischanauer Bergland), das wiederum Teil der Böhmisch-Mährische Höhe ist. Das Hügelland erstreckt sich bogenförmig um die Stadt Brtnice (Pirnitz). 

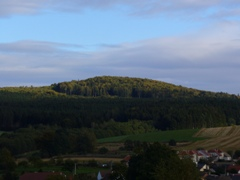
Großer Spitzberg

## Geographie
Das Hügelland ist ein flaches Hochland, das aus kristallinen Schiefern, hauptsächlich Gneis, mit tiefen magmatischen Gesteinen besteht. Die Oberfläche wird durch lange Grate gebildet, die durch Längsvertiefungen voneinander getrennt sind. Im nördlichen Teil sind die Nord-Süd-Grate im Querprofil deutlich unsymmetrisch. Der höchste Punkt ist der Große Spitzberg (Velký Špičák, 733 m) oberhalb von Triesch (Trest). Der tiefste Punkt ist das Flussbett der Jihlava (Igel) auf 415 Metern über dem Meeresspiegel. Weitere Berge sind der Kleine Spitzberg (Malý Špičák), der Große Ahornberg (Velké Javoří), der Meisterberg (Mistrovský kopec), der Poppitzberg (Popický vrch), der Welka-Berg (Velká-Hora) und der Malin-Berg.
Nach morphologischer Einteilung Tschechiens zählen zum Hügelland die Třešťská pahorkatina, die Kosovská pahorkatina, die Puklická pahorkatina, der Zašovický hřbet, die Řehořovská pahorkatina, die Čechtínská vrchovina, die Markvartická pahorkatina, die Starohobzská vrchovina und die Otínská pahorkatina.